# Flavio (ópera)
Flavio, re de' Longobardi (título original en italiano; en español, Flavio, rey de los longobardos, HWV 16) es una ópera en tres actos con música de Georg Friedrich Händel y libreto en italiano de Nicola Francesco Haym, basado en Il Flavio Cuniberto de Matteo Noris. Fue la cuarta ópera entera de Händel para la Royal Academy of Music.  Händel había titulado la ópera originalmente por el personaje de Emilia en la ópera.
Händel terminó la partitura sólo siete días antes del estreno, en el King's Theatre de Haymarket el 14 de mayo de 1723.  Hubo ocho representaciones en la temporada del estreo.  La obra se repuso el 18 de abril de 1732, bajo dirección del compositor y tuvo cuatro representaciones. No hubo más representaciones hasta que fue redescubierta e interpretada en Gotinga el 2 de julio de 1967.  La primera representación en el Reino Unido desde la época de Händel fue el 26 de agosto de 1969 en el Teatro Unicorn, Abingdon, Inglaterra.
Actualmente es muy poco representada; en las estadísticas de Operabase aparece con sólo 3 representaciones en el período 2005-2010.